# (9317) 1988 RO4
A (9317) 1988 RO4 a Naprendszer kisbolygóövében található aszteroida. Henri Debehogne fedezte fel 1988. szeptember 1-én.